# Архитектура Боснии и Герцеговины
В истории архитектуры Боснии и Герцеговины в можно выделить четыре основных периода, определившие облик культурных и архитектурных особенностей страны.

## Средневековый период

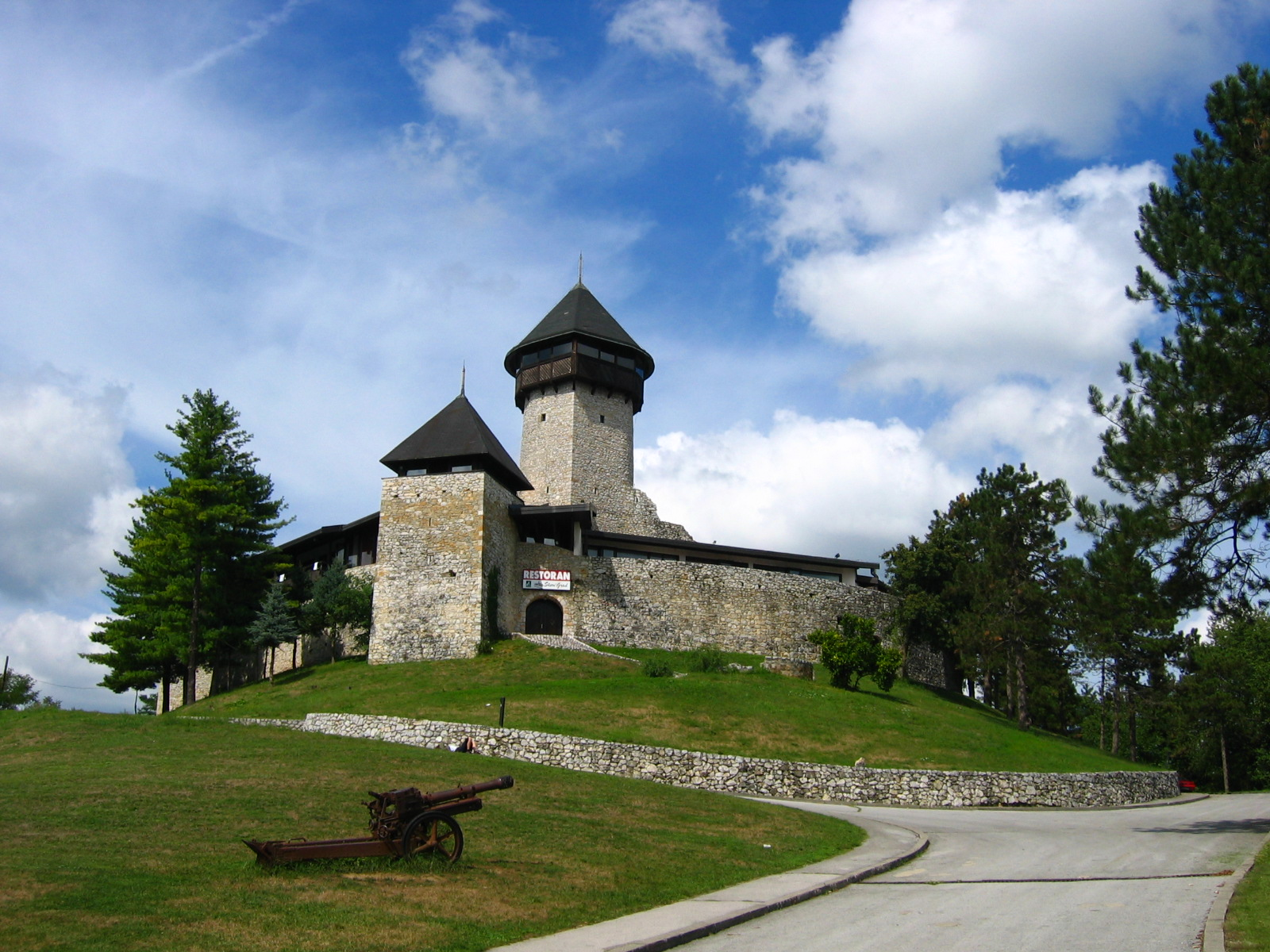
Замок в велика кладуша

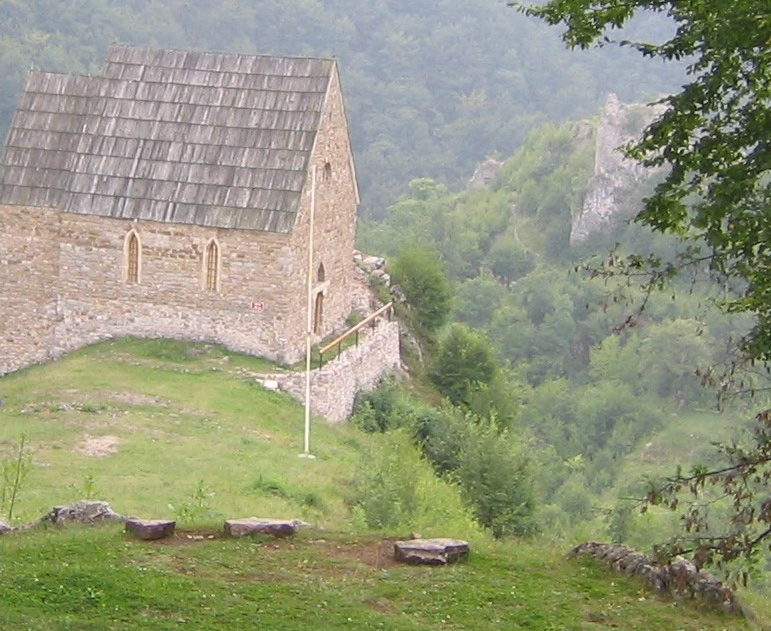
Bobovac, резиденцией правителей Боснии.

Средневековый период в Боснии продолжался до нашествия Османской империи. В это время распространенной в Боснии системой хозяйствования была задруга. В задруге жизнь была организована таким образом, что несколько семей жили в общей деревне. Семьи жили в домах, известных как Динарские дома. Это были простые сооружения из древесины. Внутреннее пространство дома было организовано вокруг очага в центре комнаты с отдельными комнатами для мужчин и женщин. Привлекательность этому типу домов придавалот длинное крыльцо с арками. Наличие крыльца перед домом позволяло жителям вести комфортную жизнь, так как оно было местом для входа в дом и местом для отдыха.
В Боснии и Герцеговине в XII—XV веках были построены военные крепости. Крепости строились из тесаного камня с видом на реку, дорогу или город. Сегодня их насчитывается около 300, но большинство них разрушено. Хорошо сохранились крепости в Сараеве, Сребренике, Благае, Яйце, Травнике, Тешани, Почителе, Добое, Врандуке, Бобоваце, Столаце, Маглае, Градачаце, Любушках, Соколаце, Доборе, Ключе, Бихаче, Босанска-Крупе, Острожаце, Оштровице, Велика-Кладуше, Вишеграде, Зворнике и др. Крепость Суд в Кральева-Сутьеске была построена в готическом стиле. Примером средневековой готики с романской башней является Башня Святого Луки, расположенная в Яйце и построенная в 15 веке.

## Османский период

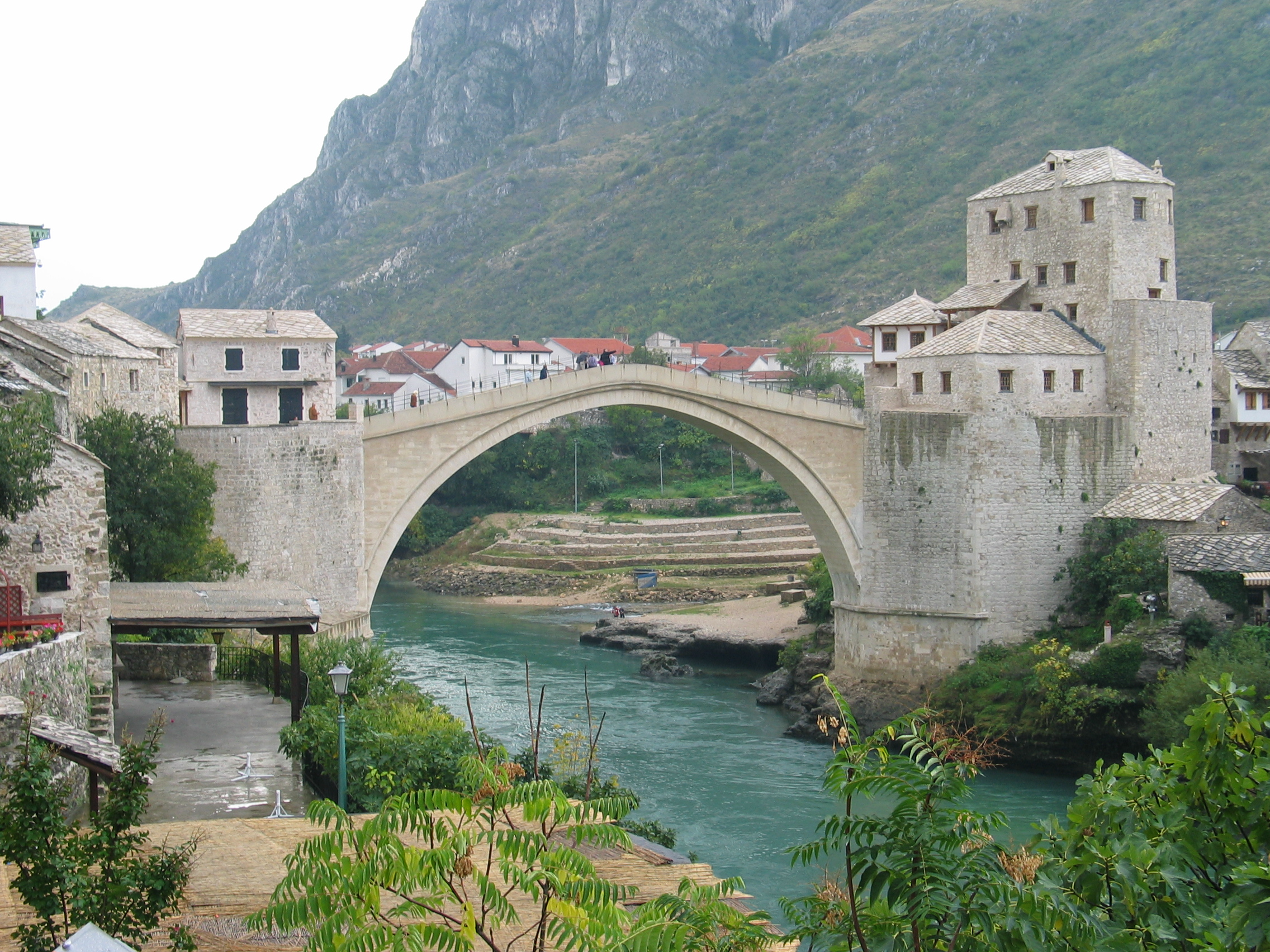
Старый мост в Мостаре

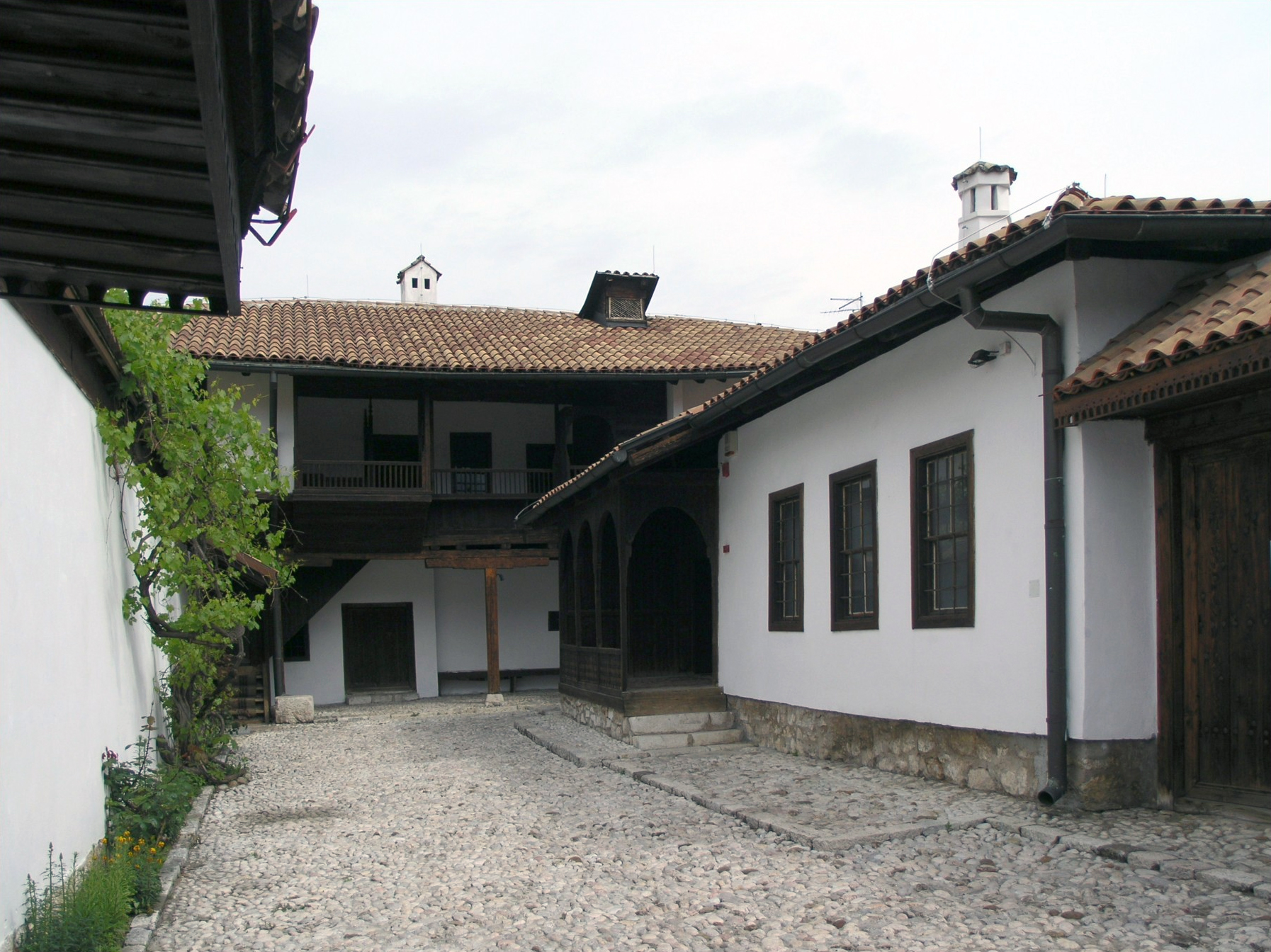
Дом в Сараево

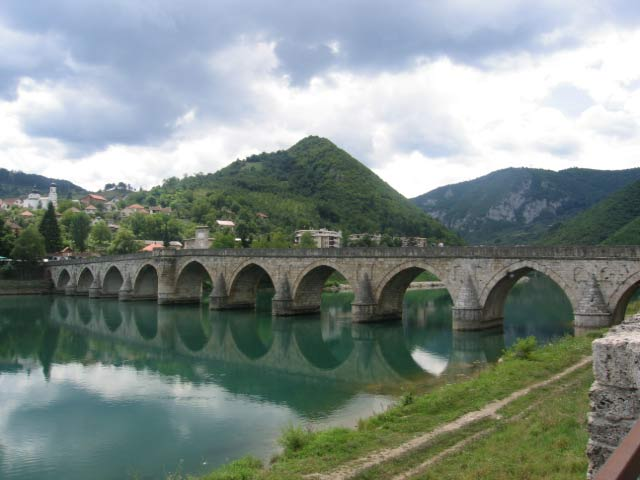
Мост на реке Дрине в Вишеграде.

В конце 15 века Османская империя обосновалась на Балканах. Большая часть Боснии и Герцеговины расположена в пределах Динарского нагорья — системы горных массивов, хребтов, межгорных котловин, долин.
В соответствии с концепцией строительства селений между гор с реками, как основных элементов городской жизни, в 1566 году в Мостаре, в Герцеговине под руководством турецкого зодчего Мимэра Хэджрудина был построен Старый мост через реку Неретву. Это был самый длинный однопролетный арочный мост в мире. Ширина моста — 4 метра, длина — 28 метров, высота — 20 метров. Арка, парапеты и передние части моста изготовлены из пористого камня с мерцающей поверхностью. Для настила использовался известняк-доломит, который был выложен подобно лестнице. Мост полый внутри.
Фундаменты домов в это время строились из камня, первый этаж из глины, необожженного кирпича и деревянных прекрытий, кровли почти всегда из дерева. Боснийский дом 17-го века состоял из следующих основных элементов: забора, лицом к улице, внутреннего двора из гальки или плоских камня, открытого фонтана (Šadrvan) для гигиенических целей и Divanhan — пространства для отдыха.

## Австро-венгерский период

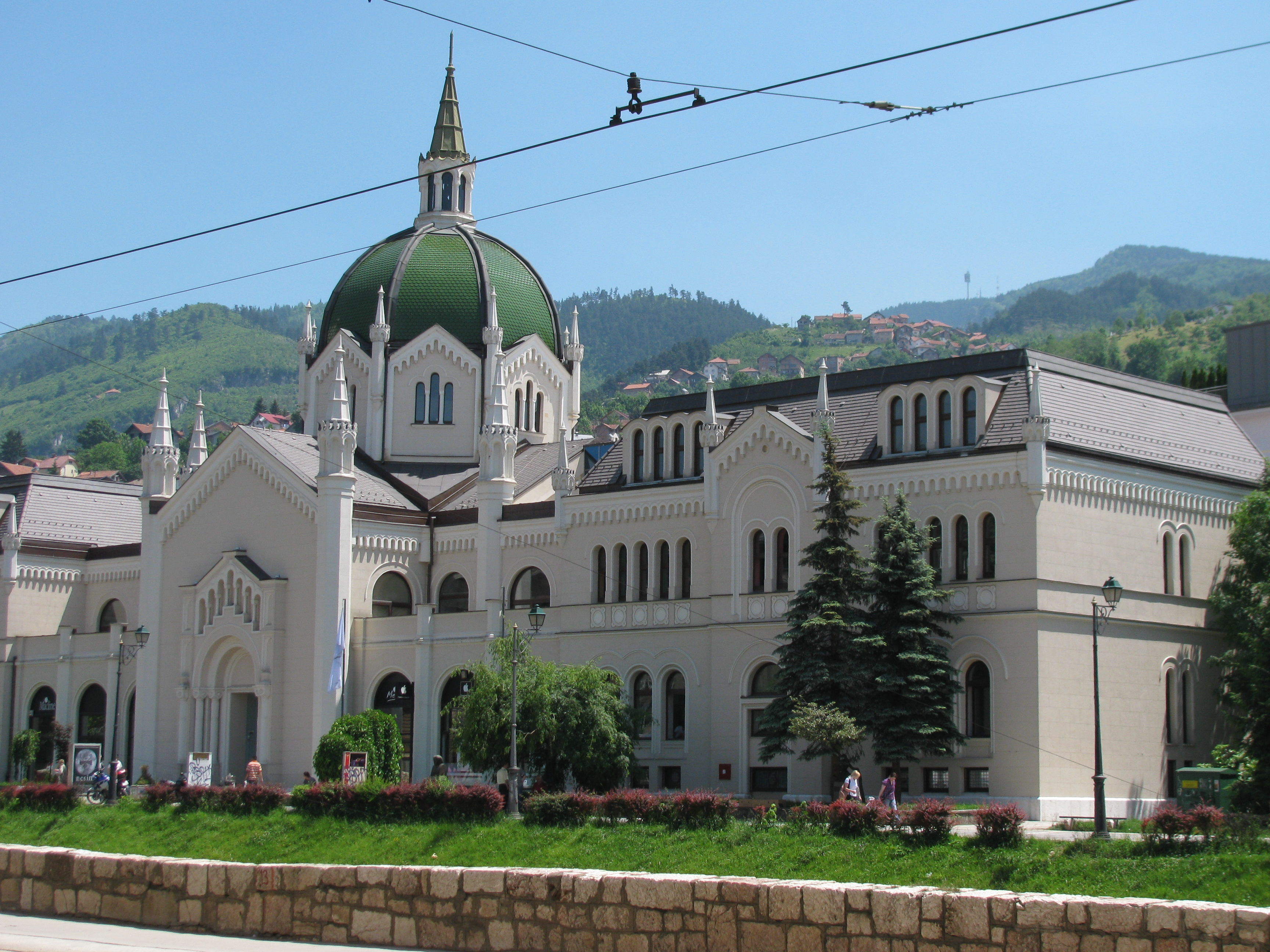
Академии Художеств с Евангелической Церковью, 1899 г..

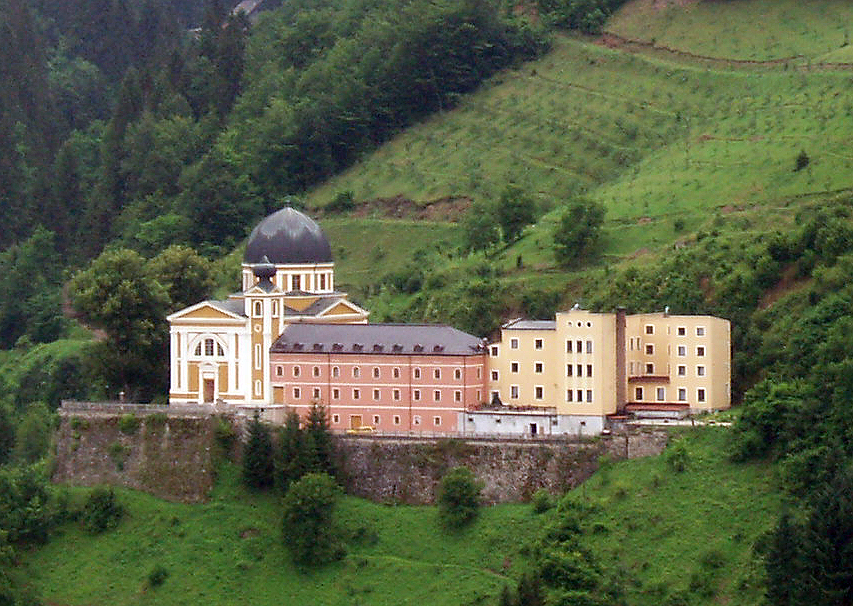
Францисканский монастырь в Фойнике

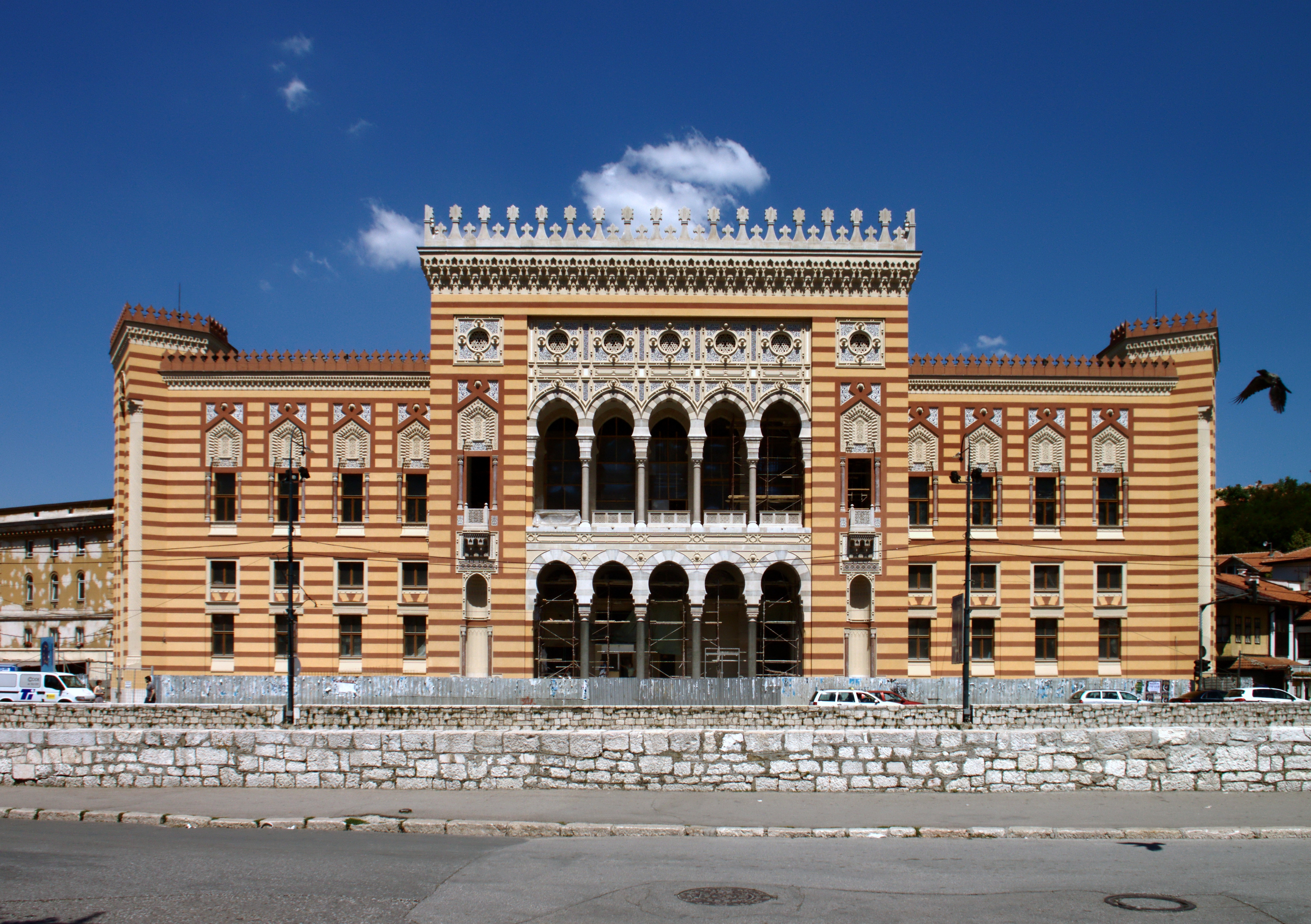
Национальная и Университетская Библиотека Боснии и Герцеговины в Сараево

В 1878 году Босния попала под управление Австро-венгерской Империи и была аннексирована ею в 1908 году. Короткое время правления Австрийской Империи оказали огромное влияние на архитектуру района. Был введен новый строительный кодекс правил, в котором нормировались толщины стен и высота зданий, требовалось разрешение на строительство и др. Архитектура Боснии ассимилировалась в Европейское русло, за исключением восточного стиля (Псевдо-Мавританский стиль).
Этот стиль черпал свое вдохновение в Мавританской и Мудехар архитектуре Испании, а также архитектуре Мамлюков в Египте и Сирии.
Города этого периода начали менять свой облик. Большинство проектов этого времени находились под влиянием австрийской архитектуры.

## XX век

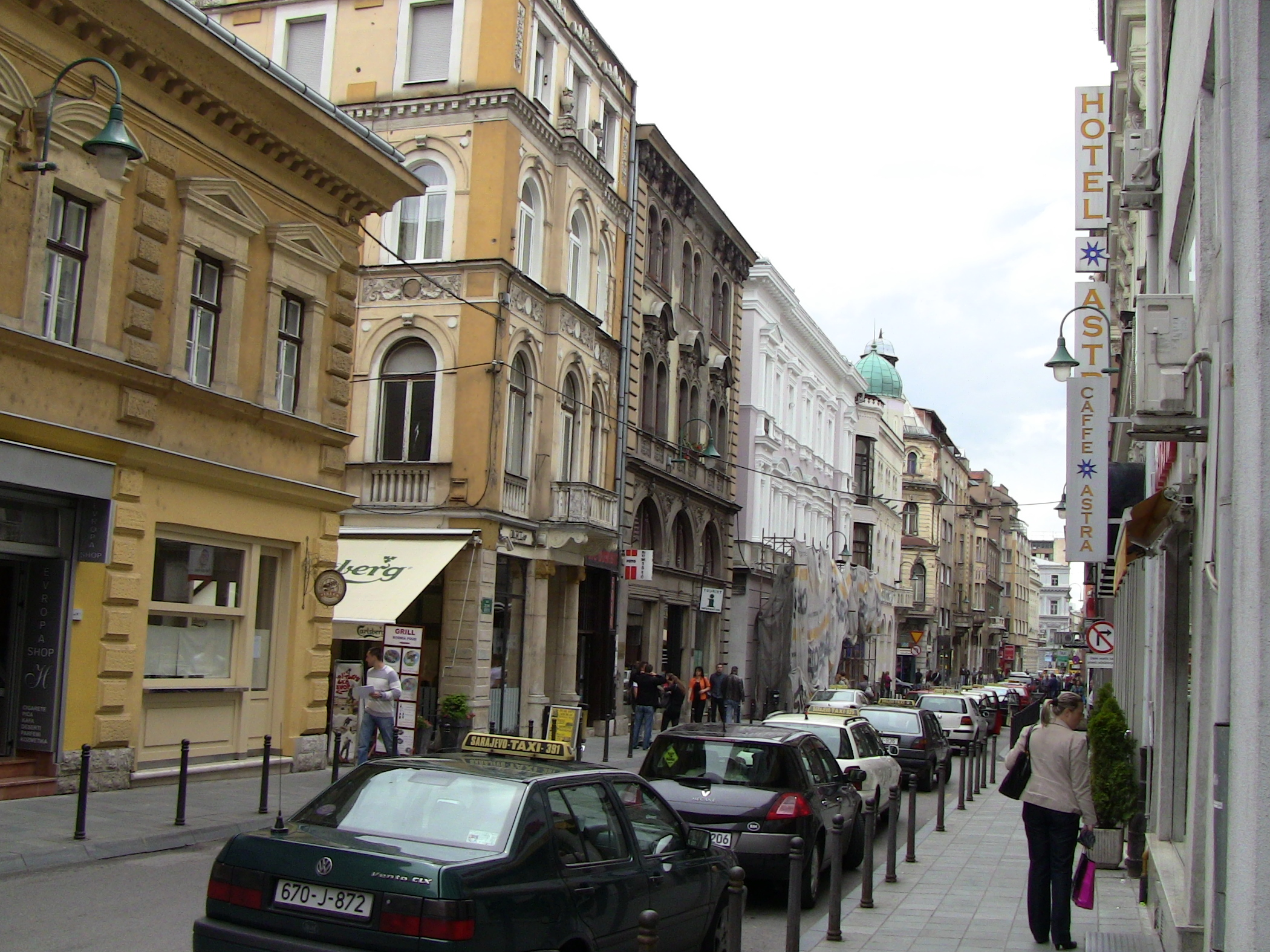
Сараево. Типовой центр города

В архитектуре Боснии и Герцеговины в 1920—1930-е годы произошел поворот к функционализму. В этом стиле построен металлургический завод в Зенице.
В конце Второй Мировой Войны Босния и Герцеговина вошла в состав Социалистической Федеративной Республике Югославии. После 1945 года в стране строились современные промышленные предприятия (в Зенице, Ябланице), жилые и общественные здания, спорткомплексы, здания университета в Сараеве и др .
С 1960-х годов начинаются поиски пластической выразительности, близкой брутализму, в декоративном оформлении зданий использовались местные материалы (спортцентр «Скендерия», Музей народной революции в Сараеве, универмаг «Развитак» в Мостаре).
Курс на индустриализацию и стандартизацию привел к уменьшению культурной идентичности Боснии и Герцеговины. Примерами попыток архитектурного разнообразия в строительстве были двухуровневый жилой дом «Дино» в Сараеве построенный в 1987 году архитекторами Амиром Вуком и Мирко Маричем, отель «Холидей» (Holiday Inn Hotel) построенный в 1983 году, башни «Unis» Twin Towers построенные в Сараеве в 1986 году и спроектированные Иваном Штраусом.
Во время войны 1992 года в результате военных действий в Боснии и Герцеговине было уничтожено более 2000 мечетей, православных и католических церквей, монастырей и других религиозных и культурных объектов. После войны страна занимается восстановлением разрушенных зданий и сооружений, строительством новых.